# Epixerus
Genre
Epixerus  est un genre de rongeurs.
Selon Mammal Species of the World (version 3, 2005)  (2 juin 2016) et ITIS (2 juin 2016), il n'y a qu'une espèce :
- Epixerus ebii (Temminck, 1853) - écureuil des palmiers

NCBI (2 juin 2016) y ajoute :
- Epixerus wilsoni (Du Chaillu, 1860) -  écureuil de Wilson